# TWV
A Telemann Werke Verzeichnis, vagy TWV (magyarul: Telemann műjegyzékszám) Georg Philipp Telemann műveit hivatott számozni. Megalkotója Martin Ruhnke.
Ezenkívül létezik még a Telemann Vokalwerke Verzeichnis (TVWV), amit Werner Menke készített, és Telemann vokális műveit tartalmazza. Ez a számozás jelenleg nincs még nincs befejezve:

## Ajánlott irodalom
(német nyelvű)
- Menke, Werner: Thematisches Verzeichnis der Vokalwerke von Georg Philipp Telemann, Band 1. Vittorio Klostermann, Frankfurt 1983, ISBN 3-465-01512-6
- Menke, Werner: Thematisches Verzeichnis der Vokalwerke von Georg Philipp Telemann, Band 2. Vittorio Klostermann, Frankfurt 1983, ISBN 3-465-01583-5
- Ruhnke, Martin: Georg Philipp Telemann: Thematisch-Systematisches Verzeichnis seiner Werke, Band 1. Barenreiter, Kassel 1984, ISBN 3-7618-0655-8
- Ruhnke, Martin: Georg Philipp Telemann: Thematisch-Systematisches Verzeichnis seiner Werke, Band 2. Barenreiter, Kassel 1992, ISBN 3-7618-1043-1
- Ruhnke, Martin: Georg Philipp Telemann: Thematisch-Systematisches Verzeichnis seiner Werke, Band 3. Barenreiter, Kassel 1999, ISBN 3-7618-1398-8